# کالج ییل-دانشگاه ملی سنگاپور

کالج ییل-NUS یک کالج هنرهای لیبرال در سنگاپور است. این کالج که در سال ۲۰۱۱ با همکاری دانشگاه ییل و دانشگاه ملی سنگاپور تأسیس شد، اولین کالج هنرهای لیبرال در سنگاپور و یکی از اولین کالج‌ها در آسیا بود. این کالج اولین مؤسسه ای خارج از نیوهیون، کانکتیکات بود که دانشگاه ییل در تاریخ ۳۰۰ ساله خود توسعه داد و ییل را به اولین مدرسه آمریکایی آیوی لیگ تبدیل کرد که کالجی را با نام خود در آسیا تأسیس کرد. حدود ۵۸ درصد از دانشجویان دانشگاه Yale-NUS سنگاپوری و ۴۲ درصد دانشجویان بین‌المللی هستند. کالج Yale-NUS سالانه بیش از ۱۰۰۰۰ درخواست دریافت می‌کند و ۲۵۰ دانشجو در سال ثبت نام می‌کند که میانگین نرخ پذیرش ۵٫۲٪ است. به غیر از دانشگاه فناوری و طراحی سنگاپور، کالج ییل-NUS تنها مؤسسه آموزشی در سنگاپور است که فرایند پذیرش مشابه آنچه در دانشگاه ییل و سایر دانشگاه‌های آمریکا دنبال می‌شود، دنبال می‌کند.

## تاریخچه
دانشگاه ییل با ریاست ریچارد لوین، شروع به توسعه یک استراتژی «بین‌المللی‌سازی» کرد که شامل گسترش منابع مالی برای دانشجویان بین‌المللی و برنامه‌های تحصیل در خارج از کشور، تأسیس انجمن جهانی و مرکز مطالعات جهانی‌سازی و پیوستن به اتحاد بین‌المللی دانشگاه‌های تحقیقاتی بود.. مدیران دانشگاه ییل در سال ۲۰۰۶ شروع به بررسی گسترش پردیس بین‌المللی کردند، و در ابتدا با امارات متحده عربی در مورد تأسیس یک مؤسسه هنری در جزیره سعدیات ابوظبی تماس گرفتند. ولی این پروژه کنار گذاشته شد.